# بخش سان کارلوس (مندوسا)
بخش سان کارلوس (به اسپانیایی: Departamento San Carlos) یک منطقهٔ مسکونی در آرژانتین است که در استان مندوسا واقع شده‌است. بخش سان کارلوس ۱۱٬۵۷۸ کیلومتر مربع مساحت و ۲۸٬۳۴۱ نفر جمعیت دارد.